# Embalse de La Bolera
El embalse de La Bolera es un embalse de almacenamiento construido en el río Guadalentín, junto al municipio de Pozo Alcón, en la provincia de Jaén, al sur de España.
Los principales aportes hídricos son el río Guadalentín y el arroyo de Guazalamanco. En menor medida aparecen los arroyos del Vidrio, de la Venta, de la Rambla y de los Almiceranes, que vierten de manera directa sus aguas al pantano.
Si bien el río principal, el Guadalentín, recibe aguas desde la parte más alta de la Sierra de Cazorla, con numerosos arroyos que se van uniendo a lo largo del él, el nacimiento real del mismo se encuentra bajo la superficie del pantano, visible cuando el nivel del embalse está muy bajo, conocido como la fuente del Guadalentín. En este nacimiento está la cueva PB4, catalogada como una de las más grandes o extensas, con más de 9 km de extensión, tres niveles y río subterráneo, si bien cuando el nivel de embalse es alto quedan totalmente inundadas.
Según algunos autores es el citado por el griego Estesícoro como el nacimiento del Río de los Tartessos, actual Guadalquivir. Esta tesis fue sostenida más tarde por varios geógrafos árabes.

## Datos

#### DATOS GENERALES
- Titular: ESTADO
- Proyectista: A. MORENO TORRES
- Categoría según riesgo potencial: A
- Comienzo de las obras: 1960
- Finalización de las obras: 1978
- Usos: Pesca, deportes náuticos, baños, riego y abastecimiento.

#### DATOS DE LA CUENCA
- Demarcación Hidrográfica: Guadalquivir
- Nombre del río: Guadalentín
- Superficie de la cuenca (Km2): 163
- Aportación media anual (Hm³): 80
- Precipitación media anual (mm): 1.013
- Caudal de Avenida de Proyecto (m³/s): 376

#### DATOS DE LA PRESA
- Término municipal: Pozo Alcón, Santiago de la Espada, Cazorla
- Provincia: Jaén
- Tipología: gravedad, con planta curva de hormigón
- Cota de coronación (m): 973
- Cota de cimientos (m): 925
- Altura desde cimientos (m): 48
- Cota del lecho del cauce (m): 43
- Nivel Máximo Normal NMN (m): 971,4
- Superficie a NMN (Has.): 264,55
- Capacidad a NMN (Hm³): 53
- Longitud de coronación (m): 108
- Volumen del cuerpo de presa (m³): 36.000
- Número de desagües de fondo: 2
- Diámetro desagüe de fondo (m): 1250x1500
- Caudal máximo de cada desagüe de fondo (m³/s): 34
- Número de desagües intermedios: 0
- Diámetro desagüe intermedio (m): 0
- Caudal máximo de cada desagüe intermedio (m³/s): 0
- Tipología de aliviadero: Frontal de compuertas
- Número de vanos del aliviadero: 2
- Dimensiones de cada vano (m): 10x5,5
- Capacidad del aliviadero (m³/s): 740

## Toponimia
Todo indica que el nombre de la Bolera proviene de una tradición de la zona. 
Según cuenta esta, un 9 de mayo, festividad de San Gregorio, dos clérigos jesuitas fueron sorprendidos por una tormenta en la que caían del cielo piedras del tamaño de un puño. Mientras pasaba tal vendaval con pedrisco, uno de los clérigos grabó en una piedra las iniciales IHS y una cruz sobre ellas, que representaba el anagrama de Jesucristo con el que se identifica la compañía jesuítica. Cuentan que aquella piedra la entregaron en la parroquia ("Nuestra Señora de la Encarnación"), siendo hoy el símbolo, junto a una sencilla y solitaria cruz en un camino, de la romería pocense de San Gregorio. En dicha romería se saca en procesión a una imagen del Niño Jesús que es conocida popularmente entre los pocenses como el "Niño de la Bola", cuya hermandad en el mismo cortejo procesiona también una cruz hasta el lugar de la "Cruz de San Gregorio". Este lugar está situado a un kilómetro y medio de la población de Pozo Alcón, en el camino que conduce al pantano de la Bolera.

## Entorno natural
Motivado por el atractivo del entorno, el Puente de la Cerrada (carretera A-326, km 8,4), que se encuentra sobre el río Guadalentín, a unos doscientos metros aguas abajo de la presa de la Bolera, fue el marco de un anuncio comercial de la marca de automóviles Hyundai, rodado en 1999, que pudo apreciarse en televisores de medio planeta. En este un Hyundai Accent de segunda generación sobrevuela el puente de extremo a extremo, pudiéndose apreciar el bello entorno del parque natural de la Sierra de Cazorla, Segura y Las Villas que lo rodea. A su vez, un pescador sorprendido observa el espectáculo mientras captura una trucha a pie de río.
|                               |
| Cola del embalse de La Bolera |

|                                                             |
| Valle del río Guadalentín, desde la Senda de los Pescadores |

|                                                               |
| El arroyo de la Venta desembocando en el embalse de La Bolera |